# José Ángel Mañas Hernández
José Ángel Mañas Hernández (ur. 22 października 1971 r. w Madrycie) – hiszpański pisarz należący do środowiska neorealistów lat 90. Razem z Lucíą Etxebarrią, Rayem Lorigą czy Ismaelem Grasą wchodzi w skład tzw. Pokolenia X. Jego powieści zostały przetłumaczone na kilka języków, trzy z nich zostały także ekranizowane. Ukończył historię na Uniwersytecie Autonomicznym w Madrycie, studiował również w Sussex i Grenoble.

## Twórczość
Popularność zyskał dzięki debiutanckiej powieści wydanej w roku 1994 – Historias del Kronen. Utwór relacjonuje życie codzienne grupy młodych mieszkańców Madrytu, studentów, którzy pozbawieni jakichkolwiek zasad i obowiązków, a także elementarnego systemu wartości, beztrosko korzystają z okresu wakacji. Swój wolny czas spędzają sięgając po narkotyki, nawiązując przelotne relacje seksualne, jak również uczestnicząc w koncertach i krążąc od baru do baru. Jeszcze tego samego roku powieść znalazła się w gronie finalistów nominowanych do Premio Nadal – jednej z najstarszych i najbardziej prestiżowych hiszpańskich nagród literackich. Rok później utwór doczekał się ekranizacji kinowej, której podjął się hiszpański reżyser Montxo Armendáriz. Obaj twórcy zostali laureatami X edycji nagrody filmowej Goya (Premio Goya) w kategorii najlepszy scenariusz adaptowany. W roku 1996 podczas gali organizowanej przez Stowarzyszenie Círculo de Escritores Cinematográficos zostali odznaczeni medalami w tej samej kategorii. Przeniesienie fabuły na ekran pozwoliło książce na osiągnięcie znaczącego sukcesu i przyczyniło się do uzyskania przez nią statusu bestsellera w kręgach młodzieżowych.
Po upływie kilku lat od wydania debiutanckiej powieści, w różnych odstępach czasowych ukazują  się jeszcze trzy pozycje utrzymane w podobnym tonie i stylistyce: Mensaka (1995), Ciudad Rayada (1998) i La pella (2008), które razem z Historias del Kronen (1994) wchodzą w skład tzw. Tetralogía Kronen. Salvador García Ruiz zajął się kinową interpretacją Mensaki, która miała swoją premierę trzy lata po ukazaniu się książki. Na dużym ekranie ukazała się także powieść Soy un escritor frustrado (1996), przyjmując tytuł Imposture (2005); reżyserii podjął się Patrick Bouchitey. Jest niejako autobiograficznym ujęciem pisarza nawiązującym do procesu twórczego, autor czerpiąc z własnego doświadczenia snuje refleksje dotyczące blasków i cieni sukcesu.
W utworze Caso Karen (2005), Mañas podejmuje bezpardonową krytykę rynku literatury współczesnej jak również odpowiadających im instytucji; poruszony zostaje m.in. wątek autorów, wydawnictw, nagród czy konferencji. W lipcu 2007 r. podczas festiwalu literackiego celebrującego kryminały (Semana Negra) zaprezentowana zostaje seria El Hombre de los Veintiún Dedos powstała we współpracy z Antonio Domínguezem Leivą. Wraz z publikacją  El secreto del Oráculo (2007), Mañas stawia swoje pierwsze kroki w obrębie powieści historycznej, przybliżając postać Aleksandra Macedońskiego zwanego również Wielkim. Dzieło zostało wybrane jednym z pięciu finalistów nominowanych do nagrody Espartaco za najlepszą powieść historyczną. Rok później autor powraca do cyklu Tetralogía Kronen, który to przyniósł mu największy prestiż i rozgłos i zamyka ten etap twórczości publikując powieść La pella. W roku 2008 wydaje Un alma en incandescencia, zbiór aforyzmów znacznie różniący się od dotychczasowej twórczości, zainspirowany i zilustrowany przez francuskiego artystę Franciam Charlot. Od 2015 r. autor pisze felietony dla tygodnika „El Español” ukazującego się w formacie cyfrowym. W 2016 r. wydaje dreszczowiec Todos iremos al paraíso, a trzy lata później kolejną powieść historyczną Conquistadores de lo imposible. Jesienią tego samego roku powstaje powieść La última juerga, która zdobywa nagrodę w konkursie literackim Premio Ateneo de Sevilla. Na jej łamach, po raz pierwszy od 25 lat pojawia się ponownie Carlos – główny bohater literackiego debiutu José Mañasa: Historias del Kronen.

### Powieści
- Historias del Kronen (1994)
- Mensaka (1995)
- Soy un escritor frustrado (1996)
- Ciudad rayada (1998)
- Mundo burbuja (2001)
- Caso Karen (2005)
- We współpracy z Antonio Domínguezem Leivą: seria krótkich powieści El hombre de los 21 dedos (2007)
- El secreto del Oráculo (2007)
- La pella (2008)
- We współpracy z Antonio Domínguezem Leivą: El Quatuor de Matadero (2009)
- Sospecha (2010)
- Todos iremos al paraíso (2016)
- Extraños en el paraíso, la verdadera historia de la Movida madrileña (2018: audiobook)
- Conquistadores de lo imposible (2019)
- La última juerga (2019, LI premio Ateneo de Sevilla)

### Eseje
- Un alma en incandescencia. Inspirowany i ilustrowany przez Franciam Charlot (aforyzmy odnoszące się do wątku malarstwa) (2008)
- El legado de los Ramones (2011)
- La literatura explicada a los asnos (2012)
- Un escritor en la era de Internet (2017)

## Nagrody
- Finalista Premio Nadal – Historias del Kronen (1994)
- Nagroda Goya, razem z Montxo Armendáriz w kategorii najlepszy scenariusz adaptowany – Historias del Kronen (1995)
- Medal stowarzyszenia Círculo de Escritores Cinematográficos, razem z Montxo Armendáriz w kategorii najlepszy scenariusz adaptowany – Historias del Kronen  (1996)
- Finalista Premio Espartaco w kategorii najlepsza powieść historyczna – El secreto del Oráculo (2007)
- Zwycięzca LI Ateneo de Sevilla – La última juerga (2019)

## Życie prywatne
Od roku 1995 Mañas przebywał we Francji, gdzie poznał swoją przyszłą żonę. Po siedmiu latach wrócił do Hiszpanii. Obecnie mieszka w rodzinnym Madrycie.